# Lœuilly
Lœuilly est une ancienne commune française située dans le département de la Somme, en région Hauts-de-France.
Elle a fusionné avec Neuville-lès-Lœuilly et Tilloy-lès-Conty pour former, le 1er janvier 2019, la commune nouvelle de Ô-de-Selle.

## Géographie

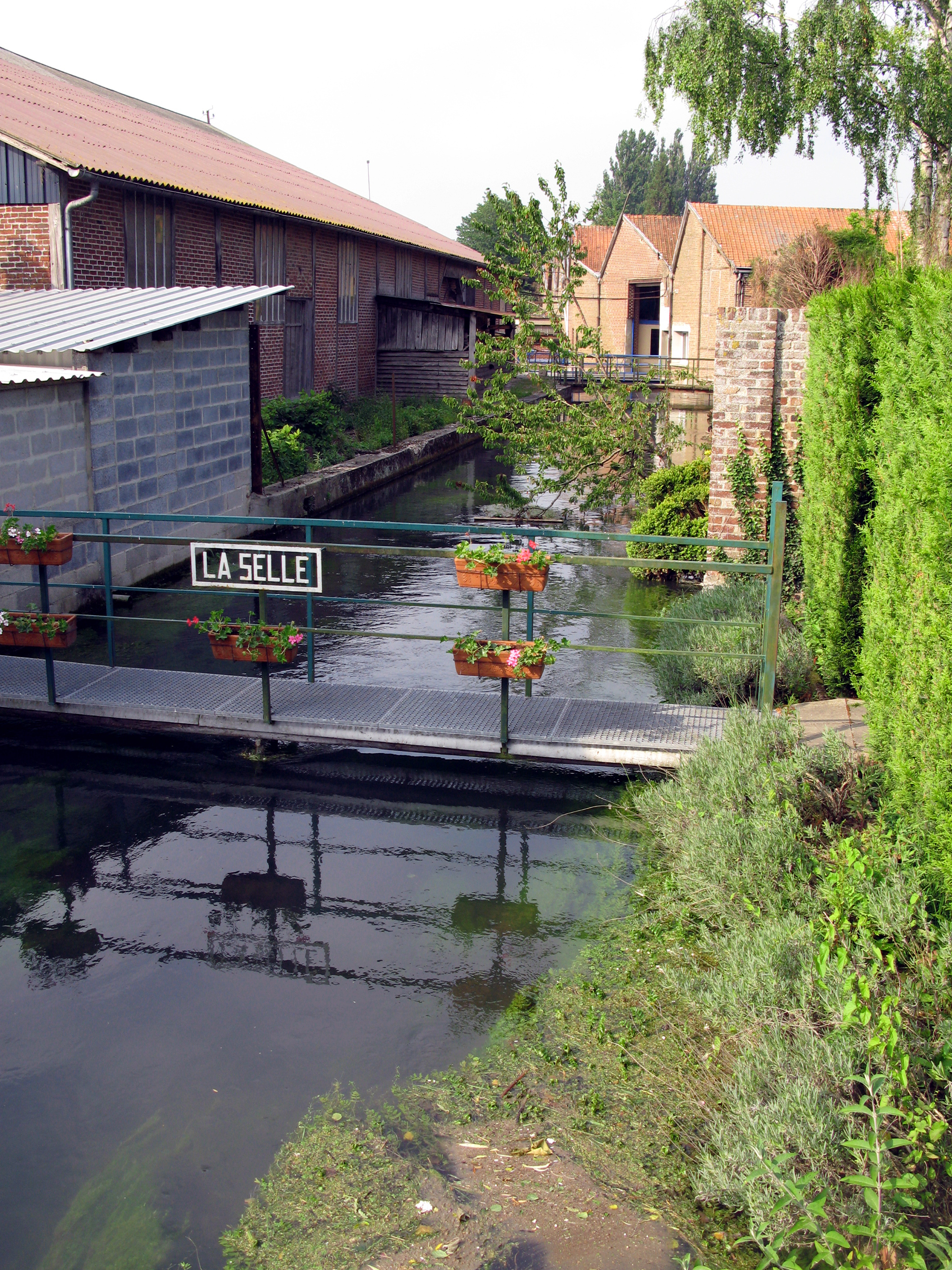
La rivière Selle.

Lœuilly, petit bourg rural picard situé à une quinzaine de kilomètres au sud d'Amiens, sur la route reliant l'ancienne  métropole régionale à Conty, est édifié le long de la Selle.
L'eau affleure partout dans le village. En dehors des différents bras de la Selle, plusieurs petits rus serpentent dans l’herbe, rue Madame, rue de la Fontaine, entre la rue des Chapelains et la rue Verte, au fond des jardins derrière la rue des Bleuets.
Lœuilly est concernée par un plan de prévention des risques d'inondation.
La commune est desservie par les routes départementales RD 8 (Conty-Amiens) et RD 210 (Beauvais-Amiens). Elle est traversée, à l'est du territoire, par l'autoroute A16.

### Communes limitrophes
Avant la fusion de 2019, Lœuilly était limitrophe des communes suivantes :

### Transports en commun routiers
La localité est desservie par la ligne d'autocars no 29 (Crévecœur-le-Grand - Conty - Amiens)  du réseau interurbain Trans'80 Hauts-de-France.

### Hydrographie
L'ancienne commune est drainée par de multiples étangs et la Selle, affluent du fleuve côtier la Somme.

## Toponymie
Si la carte IGN mentionne, encore aujourd’hui  l’O euilly en deux mots, c'est sans doute que ce toponyme vient, soit de l’ollium qui signifie une terre inculte, soit de la fontaine : l’œil de l’eau.

## Histoire
Lœuilly aurait été habitée depuis l’époque gallo-romaine. Les premières zones d'habitat, au bord de l’eau, le long de la rivière, furent d’abord autour de l’abreuvoir, et ce qui est la fontaine Blaire (source) se situant au niveau de la rue de la Fontaine.
Le village se développa progressivement, rue de la Fontaine, Outreleau, place du Caty, puis les deux hameaux de la rue principale sont apparus : le Hamel (rue d’Amiens), et de l’autre côté vers l’abbaye Saint-Lucien (actuellement rue du Marais).
En 1472, les soldats bourguignons de Charles le Téméraire détruisirent le château.
En 1593, les habitants tentèrent en vain de s'opposer à l'entrée des Ligueurs dans le village, qui fut partiellement incendié.

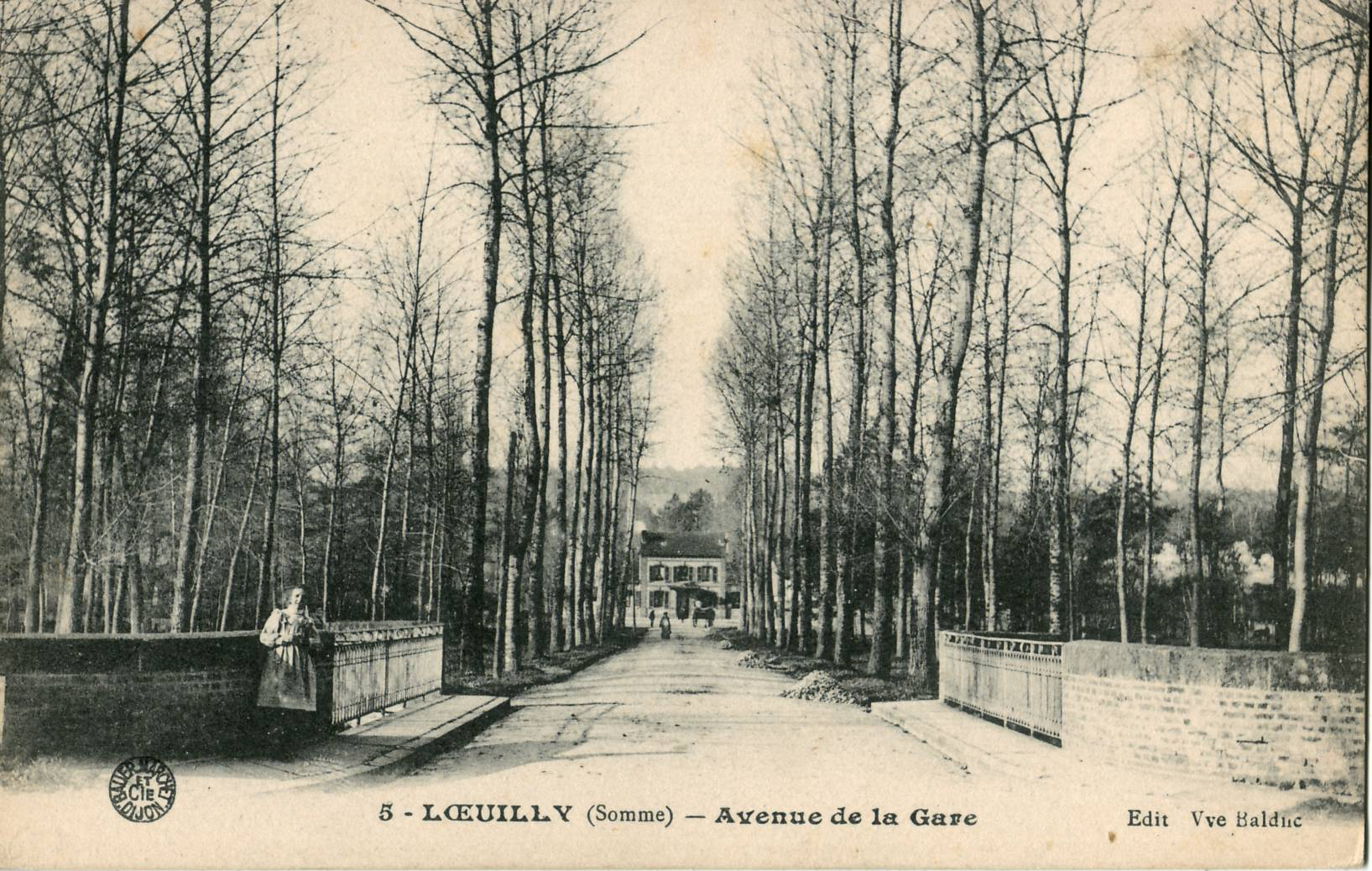
L'avenue de la Gare, au début du XX.

La commune disposait d'une halte de chemin de fer sur la ligne Beauvais - Amiens qui transporta les voyageurs de 1876 à 1939. La plate-forme de cette ligne a été transformée en chemin de promenade, la Coulée verte, qui relie Crèvecœur-le-Grand à Vers-sur-Selles.
L'eau de la fontaine Blaire, réputée pour ses qualités digestives, était jadis vendue jusqu’à la mise en place du service public d’adduction de l’eau.
Le niveau des eaux semble baisser lentement depuis des siècles. Il existait autrefois une mare rue d’Amiens et à la place du parking de la mairie. L'eau assura la prospérité de Lœuilly pendant des siècles en alimentant moulins, puis usines.
Fusion de communes
Les communes de Loeuilly, Neuville-lès-Loeuilly, Nampty et Tilloy-lès-Conty et Nampty envisagent en 2018 de fusionner en 1er janvier 2019 sous le régime des communes nouvelles, afin de mieux peser au sein de la communauté de communes Somme Sud Ouest, où, réunies, elles constituraient la cinquième collectivité par leur population. Cette fusion permettrait une mutualisation des moyens, et des dotations d'État majorées.
Nampty se retire ensuite de cette démarche,.
Plusieurs noms sont envisagés pour cette commune nouvelle : Vy-surSelle, Les Ô-de-Selle, Les Y-de-Selle et Sellevallée.
Après une réunion publique le 24 octobre à Loeuilly, les conseils municipaux ont  proposé le 15 novembre 2018 cette fusion au préfet.
La commune nouvelle de Ô-de-Selle est ainsi créée (sans Nampty) au 1er janvier 2019 par un arrêté préfectoral, et Loeuilly en est devenue une commune déléguée.

## Politique et administration

### Rattachements administratifs et électoraux
Lœuilly se trouve dans l'arrondissement d'Amiens du département de la Somme. Pour l'élection des députés, elle fait partie depuis 2012 de la quatrième circonscription de la Somme.
Elle faisait partie depuis 1793 du canton de Conty. Dans le cadre du redécoupage cantonal de 2014 en France, Lœuilly a été intégrée au canton d'Ailly-sur-Noye jusqu'à la fusion de 2019.

### Intercommunalité
Lœuilly était membre de la  communauté de communes du canton de Conty, créée par un arrêté préfectoral du 23 décembre 1996, et qui s’est substituée aux syndicats préexistants tels que le SIVOM et le SIVU de la coulée verte. Cette intercommunalité est renommée communauté de communes du Contynois en 2015, à la suite de la disparition du canton.
Dans le cadre des dispositions de la loi portant nouvelle organisation territoriale de la République du 7 août 2015, qui prévoit que les établissements publics de coopération intercommunale (EPCI) à fiscalité propre doivent avoir un minimum de 15 000 habitants, la préfète de la Somme propose en octobre 2015 un projet de nouveau schéma départemental de coopération intercommunale (SDCI) qui prévoit la réduction de 28 à 16 du nombre des intercommunalités à fiscalité propre du département.
Ce projet prévoit la « fusion des communautés de communes du Sud-Ouest Amiénois, du Contynois et de la région d'Oisemont », le nouvel ensemble de 37 412 habitants regroupant 120 communes,. À la suite de l'avis favorable de la commission départementale de coopération intercommunale en janvier 2016, la préfecture sollicite l'avis formel des conseils municipaux et communautaires concernés en vue de la mise en œuvre de la fusion.
La communauté de communes Somme Sud-Ouest (CC2SO) est ainsi créée au 1er janvier 2017 et Lœuilly en a été membre jusqu'à la fusion de 2019.

### Liste des maires
| Période                                  | Période       | Identité        | Étiquette | Qualité               |
| ---------------------------------------- | ------------- | --------------- | --------- | --------------------- |
| Les données manquantes sont à compléter. |               |                 |           |                       |
| avant 1988                               | ?             | Jean Cantrelle  |           |                       |
| mars 1995                                | juin 2011     | Gilberte Pomart |           | Décédée en fonction   |
| 23 septembre 2011                        | décembre 2018 | Valérie Mouton  |           | Assistante maternelle |

### Liste des maires délégués
| Période      | Période                      | Identité       | Étiquette | Qualité                                             |
| ------------ | ---------------------------- | -------------- | --------- | --------------------------------------------------- |
| janvier 2019 | En cours (au 9 janvier 2019) | Valérie Mouton |           | Assistante maternelle Maire de Ô-de-Selle (2019 → ) |

## Population et société

### Démographie
L'évolution du nombre d'habitants est connue à travers les recensements de la population effectués dans la commune depuis 1793. Pour les communes de moins de 10 000 habitants, une enquête de recensement portant sur toute la population est réalisée tous les cinq ans, les populations de référence des années intermédiaires étant quant à elles estimées par interpolation ou extrapolation. Pour la commune, le premier recensement exhaustif entrant dans le cadre du nouveau dispositif a été réalisé en 2004.

En 2016, la commune comptait 843 habitants, en évolution de −1,17 % par rapport à 2010 (Somme : −1,26 %, France hors Mayotte : +2,11 %).
| 1793 | 1800 | 1806 | 1821 | 1831 | 1836 | 1841 | 1846 | 1851 |
| ---- | ---- | ---- | ---- | ---- | ---- | ---- | ---- | ---- |
| 607  | 511  | 663  | 692  | 824  | 863  | 889  | 873  | 894  |

| 1856 | 1861 | 1866 | 1872 | 1876 | 1881 | 1886 | 1891 | 1896 |
| ---- | ---- | ---- | ---- | ---- | ---- | ---- | ---- | ---- |
| 879  | 900  | 852  | 792  | 750  | 672  | 644  | 571  | 555  |

| 1901 | 1906 | 1911 | 1921 | 1926 | 1931 | 1936 | 1946 | 1954 |
| ---- | ---- | ---- | ---- | ---- | ---- | ---- | ---- | ---- |
| 678  | 640  | 678  | 686  | 639  | 621  | 574  | 626  | 632  |

| 1962 | 1968 | 1975 | 1982 | 1990 | 1999 | 2004 | 2006 | 2009 |
| ---- | ---- | ---- | ---- | ---- | ---- | ---- | ---- | ---- |
| 602  | 621  | 657  | 831  | 831  | 809  | 832  | 840  | 826  |

| 2014 | 2016 | - | - | - | - | - | - | - |
| ---- | ---- | - | - | - | - | - | - | - |
| 849  | 843  | - | - | - | - | - | - | - |

### Manifestations culturelles et manifestations
Le centre communal d'action social organise la Fête paysanne, dont la 5e édition a eu lieu le 1er mai 2018.
Le Comité Départemental Olympique et Sportif (CDOS) organise les 25 et 26 mai 2019 à Conty et Loeuilly la fête départementale des loisirs et sports nature qui réunit chaque année des associations tournées de près ou de loin vers l’eau, et qui se déroulait depuis 2011 au parc Saint-Pierre d’Amiens.

## Culture locale et patrimoine

### Lieux et monuments
- Le château de Lœuilly.

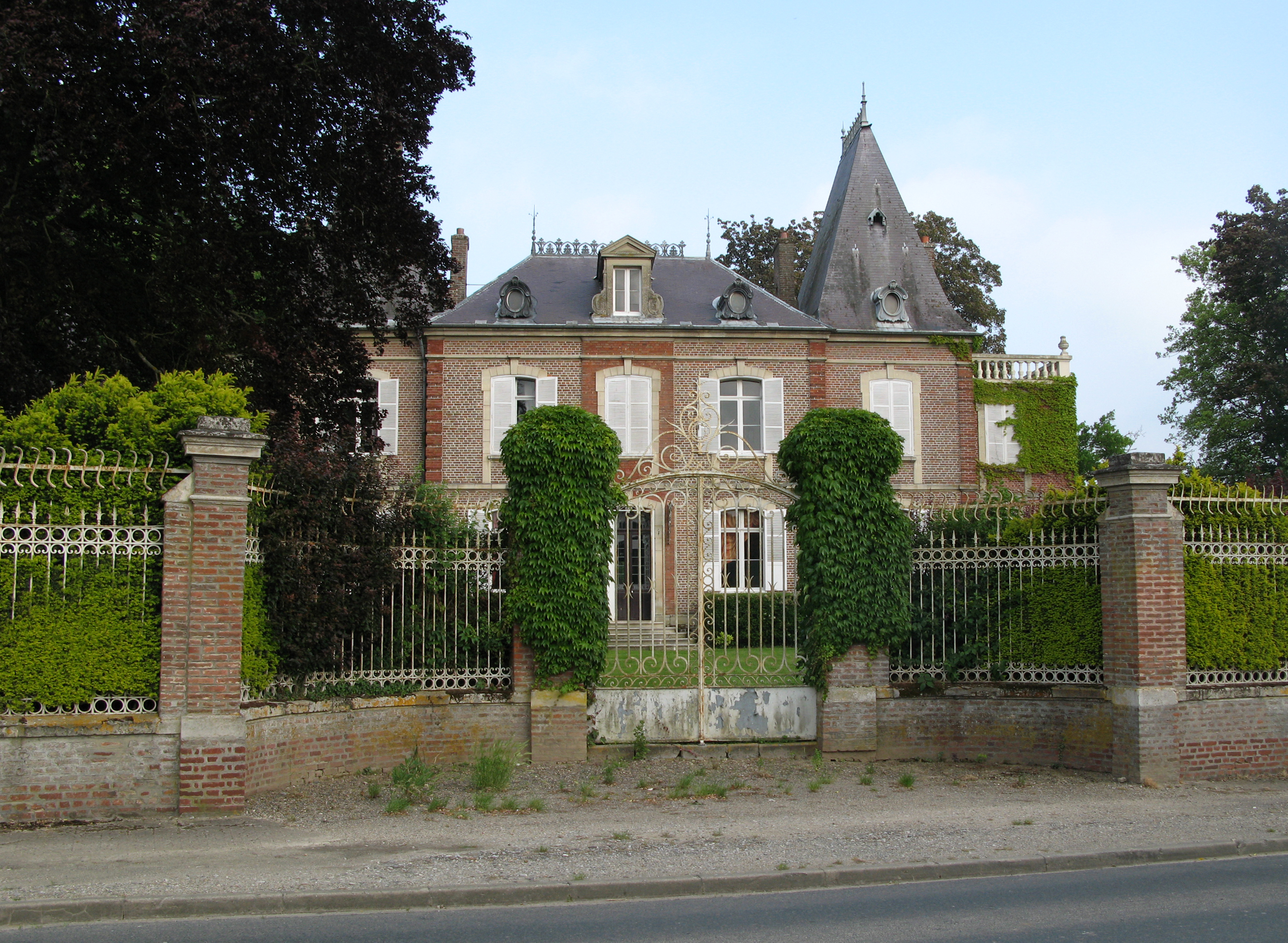
Château de Lœuilly.

- Plusieurs anciens moulins sur la Selle. L'ancien  Moulin de la Nation, rue du Marais, sert de lieu d'exposition grâce à l'action de ses propriétaires[22].
- L'église Saint-Martin.

Cette église date du (XVIIe siècle), son clocher a la particularité d'avoir une horloge décentrée. Elle possède une avant nef qui est donc séparée de la nef par une porte. Les bas-côtés y sont inexistants contrairement à l'église de Conty (village se trouvant à côté de Lœuilly) tout comme le transept.
Sur les murs extérieurs, on peut observer des contreforts, organes d'épaulement qui permettent de maintenir l'édifice en place.
Concernant ensuite la porte de la façade, elle est surmontée d'un arc surbaissé et au-dessus, on observe un occulo gigantesque.
Dénomination des rues
- rue Madame : Les propriétaires du château, place du Caty, ont emprunté le sentier zigzaguant vers la place de l'église en longeant le ruisseau, sans doute chaque matin à l'heure de la messe.
- rue des Chapelains : Les Chapelains, dont la maison devait se trouver dans les marais du côté de la rue Verte, allaient à l'église en passant par la rue qui descend de la Poste .
- Outrel'eau a une signification aussi limpide que la petite Selle qui sépare le village de son hameau (surnommé autrefois l'Angleterre).
-chemin des Vignes : Sur un coteau assez bien exposé pour qu'autrefois on y ait cultivé des vignes. Une façade l'atteste encore aujourd'hui.
- chemin des Vœux : est-ce une voie où les moines venaient prononcer leurs vœux ? Un chemin qui menait au lieu-dit les Vœux ? Certains préfèrent l'idée que les amoureux aiment s'y promener tranquillement en murmurant des mots doux.
- rue de la gare - aujourd'hui rue Verte - traversait-elle aussi les pâtures plantées de peupliers quand au siècle dernier, les maisons s'arrêtaient avant le pont.
- rue de l'Argilière : menant jadis effectivement à une zone d'extraction d'argile.
- rue d'Enfer : nommée ainsi sans doute à cause de sa pente très raide pour attelages.
- Didier Lucet est un ancien maire de Lœuilly.
- place Paul-Mélen (devant le camping de l'Abbaye) : ancien propriétaire du moulin qui était également un inventeur de renom en radio, en électricité comme en hydraulique. Lœuilly a été une des premières communes de France à avoir l'électricité.
- rue de la Recette : là où se tenait la ferme des moines de l'abbaye, receveurs de la dîme.
- rue de la Fontaine : une source connu pour son eau limpide alimenté les villageois .
- Place du Caty : emplacement de l' ancien château féodal .

### Tourisme

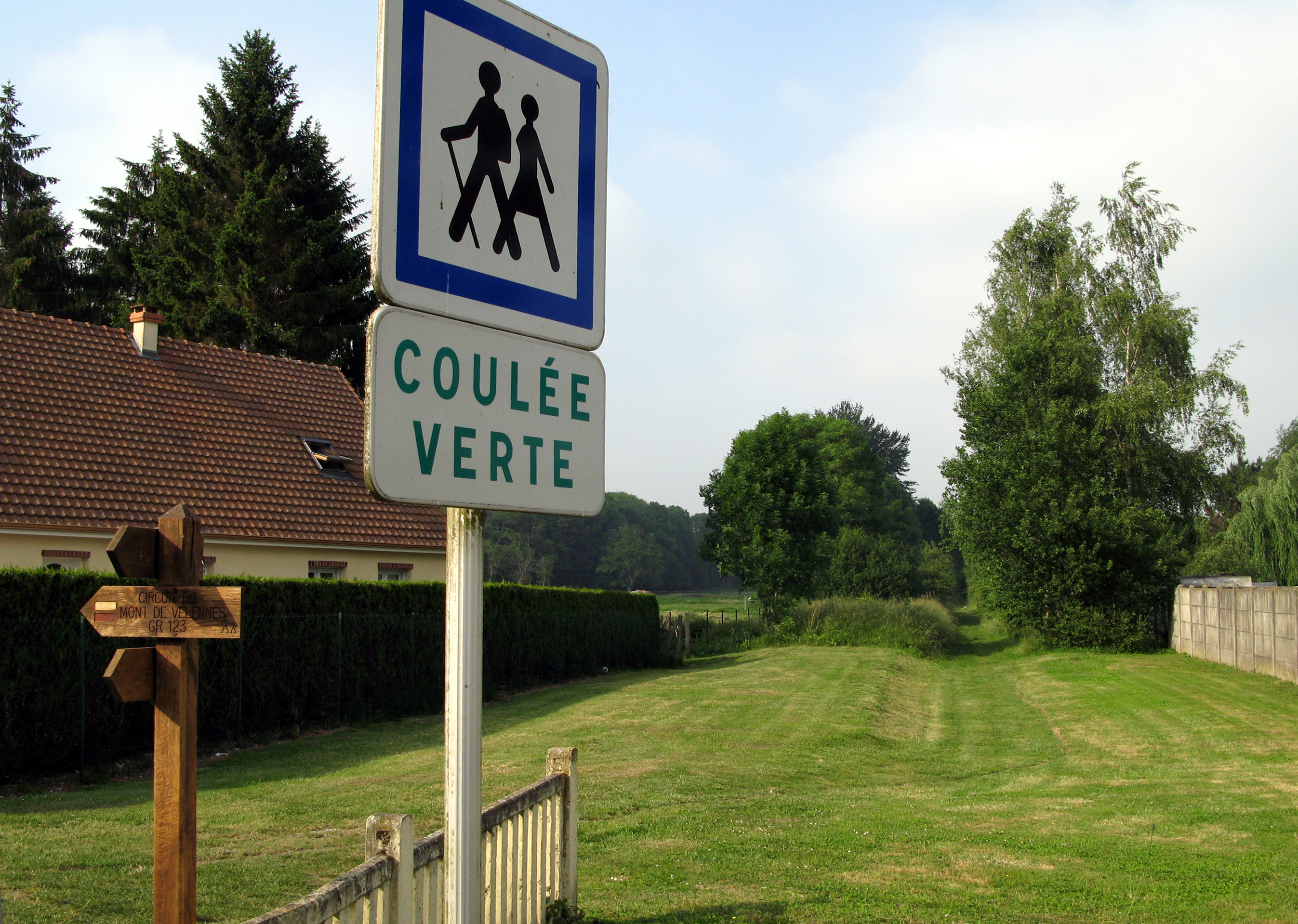
La coulée verte croisant le GR 123 (circuit du Mont de Velennes).

- Camping municipal du Pré de l’Abbaye : tout confort, disposant de 70 places et point bleu pour camping-car (eau - vidange), ouvert du 25 mars au 1er octobre.
- La localité est renommée pour ses nombreux étangs et emplacements de pêche.
- La Base nautique de Loeuilly permet la pratique d'activités de loisirs et de compétition sur plan d'eau et rivière. L'association propose diverses activités : canoë kayak, stand up paddle, pédalo, descente de rivière en canoë & SUP, location de château gonflable et de combat de Sumo, course d'orientation, VTT, Javelot Picard.

Cette base nautique accueille plus de 13 000 personnes.
- Plan d'eau avec parcours de santé, boulodrome, tables de pique-nique.
- Lœuilly se trouve sur la Coulée verte, chemin de promenade créé à l'emplacement de l'ancienne ligne de chemin de fer qui reliait Beauvais à Amiens.
- L'aérodrome privé de Lœuilly, ouvert aux ULM, est géré par un aéroclub[24] (N 49°.075 - E 02°12.970).

### Personnalités liées à la commune
- Jacques Dubois, médecin (1478–1555), né à Lœuilly. Ses ouvrages, tous en latin, paraissaient sous le nom de « Jacobus Sylvius Ambianus » (Jacques Dubois d'Amiens).
- Paul Mélen est l'ancien propriétaire du moulin. Il était également un inventeur de renom en radio, en électricité comme en hydraulique. Lœuilly a été une des premières communes de France à disposer de l'électricité.
- Pierre Schmartz, médecin à Lœuilly, président depuis 2009 de l'association humanitaire Afrique Découverte Solidarité (ADS) qui aide les régions du Sud marocain en acheminant du matériel principalement destiné aux enfants et aux handicapés[25].

### Héraldique
|  | Les armes de la commune se blasonnent ainsi : de sable aux deux pals dentelés d'argent. |